# Saint-Frichoux
Saint-Frichoux (okzitanisch Sant Frichós) ist eine französische Gemeinde mit 225 Einwohnern (Stand 1. Januar 2022) im Département Aude in der Region Okzitanien. Sie gehört zum Arrondissement Carcassonne und zum Kanton  Le Haut-Minervois.

## Nachbargemeinden
Nachbargemeinden von Saint-Frichoux  sind Laure-Minervois im Norden, Rieux-Minervois im Nordosten, Puichéric im Südosten und Aigues-Vives im Südwesten.

## Bevölkerungsentwicklung
| Jahr      | 1962 | 1968 | 1975 | 1982 | 1990 | 1999 | 2013 |
| Einwohner | 242  | 215  | 172  | 172  | 177  | 181  | 240  |